# Viviania crenata
Viviania crenata är en tvåhjärtbladig växtart som först beskrevs av William Jackson Hooker, och fick sitt nu gällande namn av George Don jr. Viviania crenata ingår i släktet Viviania och familjen Vivianiaceae. Inga underarter finns listade i Catalogue of Life.